# 万代池
万代池（まんだいいけ、ばんだいいけ）は、大阪市住吉区にある池。池の周辺は万代池公園（まんだいいけこうえん、ばんだいいけこうえん）として整備されている。

## 概要
池の周囲は約700メートル。歴史ははっきりしないが、上町台地の浸食した谷をせき止めて作られたといわれている。「聖徳太子が曼陀羅経をあげて、池に棲む魔物を鎮めた」という言い伝えから、「まんだら池」が転じて万代池という名称になったと伝えられている。明治時代までは灌漑池として利用されていた。大正期、昭和初期には東側に「共楽園」という遊園地があった。
大阪市は池とその周辺4.4ヘクタールを整備し、1940年6月1日に万代池公園として開園させた。池を取り囲むようにサクラの木が植えられている。万代池公園のサクラは、近隣では花見の名所として知られている。

### 池の名称
「万代池」および「万代池公園」の読み方は「まんだいいけ」と「ばんだいいけ」の2通りがあり、地元では両方の言い方がされている。
池を管理する大阪市が作成している資料でも、2000年代半ばまでは「まんだいいけ」という読みを採用しているものと、「ばんだいいけ」という読みを採用しているものの2通りの資料が存在していた。
現地に2000年代半ばまでに立てられていた看板には、「万代池公園」の漢字表記の横に「ばんだいいけ」とふりがなが振られていた。また、住吉区役所の英語版ウェブサイトでの「区内の災害避難場所の一覧」では、広域避難場所に指定されている万代池公園について「Bandaiike Park」（ばんだいいけ）と表記されていた。
一方で、住吉区役所ウェブサイト内の子ども向けページ「キッズページ」や、大阪市の外郭団体・財団法人大阪市スポーツ・みどり振興協会のウェブサイトでは、漢字表記の「万代池公園」に「まんだいいけ」とふりがなが振られている。また、住吉区役所の英語版ウェブサイトでの「区内の名所案内」によると、万代池の紹介のページには「Mandaiike Park」（まんだいいけ）と表記されていた。
住吉区役所は2009年、区での表記は「まんだいいけ」を採用するが、「ばんだいいけ」とも読まれることがあるという見解を示している。住吉区役所のウェブサイトでは「まんだいいけ」と「ばんだいいけ」の読みを併記する形に変更されている。
なお、池の周辺の町名の「万代」は、「ばんだい」と読む。ただし、当地付近にある大阪市営バスの停留所「万代東二丁目」は、現在の車内アナウンスでは「ばんだいひがしにちょうめ」となっているが、住吉区に住居表示制度が導入されるまでは「まんだいひがしにちょうめ」とアナウンスされていた。

## 所在地
大阪市住吉区万代3丁目

## 交通
- 阪堺電気軌道上町線 帝塚山三丁目停留場 東へすぐ
- 南海高野線 帝塚山駅 東へ約5分

## 近隣施設
- 熊野街道 - 池の西側を通る。
- 大阪府立急性期・総合医療センター
- 大阪シティバス住吉営業所
- ライフ住吉店